# 정순갑
정순갑(鄭淳甲, 1954년 9월 19일 ~ 2025년 5월 27일)은 대한민국의 공무원이며, 제11대 기상청장을 지냈다.

## 학력
- 서울대학교 기상학 학사
- 서울대학교 대학원 기상학 석사

## 경력
- 공군 대위 전역
- 기상청 기상사무관
- 기상청 예보관
- 기상청 수치예보과장
- 기상청 기상개발관
- 기상청 정보화관리관
- 기상청 예보국장
- 기상청 정책홍보관리관
- 기상청 차장
- 기상청장

## 같이 보기
- 조석준 - 제13대 기상청장 지냈던 서울대학교 기상학과 동문

| 전임 구본제 | 제2대 기상청 차장 2007년 8월 31일 ~ 2008년 3월 6일 | 후임 윤성규 |

| 전임 이만기 | 제11대 기상청장 2008년 3월 7일 ~ 2009년 1월 19일 | 후임 전병성 |